# Восточный Каприви
Восточный Каприви (Ло́зи) — регион области Каприви в Намибии. Этническое отечество племени лози.
Был создан южноафриканским правительством в эпоху апартеида (1972 год) и, как Каванголенд и Овамболенд, в 1976 году получил право автономного региона.
В мае 1989 года обрёл независимость, утраченную в 1990 году.